# Баккеновская формация

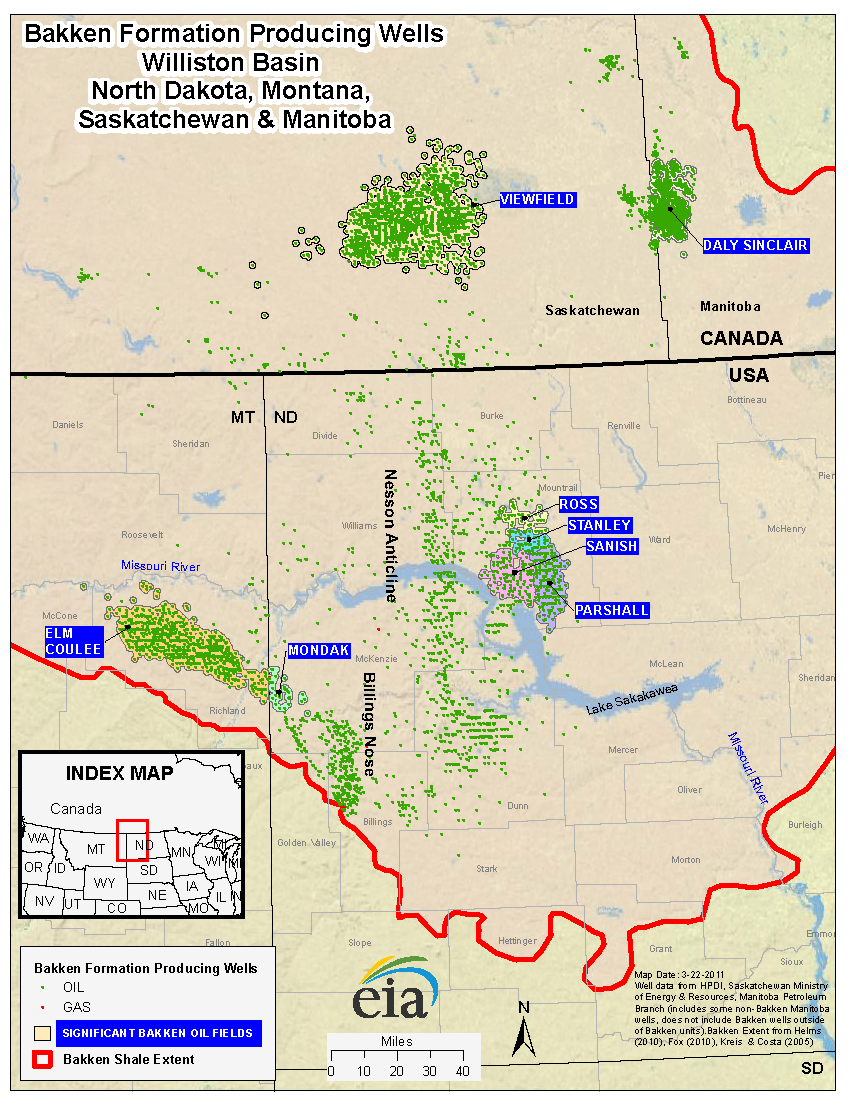
Карта разрабатываемых месторождений формации Баккен: Elm Coulee, Mondak, Ross, Stanley, Sanish, Parshall, Viewfield, Daily Sinclar. Зелёным показаны нефтяные скважины. По данным EIA, 2011 год.

Баккеновская формация (англ. Bakken formation — формация Баккен, Bakken-Logdepole TPS) — крупнейшая формация лёгкой нефти низкопроницаемых коллекторов (часто некорректно называемую сланцевой нефтью) на территории нефтегазоносного бассейна Уиллистон в Северной Америке, в штатах Северная Дакота и Монтана (США) и провинциях Саскачеван и Манитоба (Канада). Образована породами на границах девонской формации Три Форкс и миссиссипианскими (карбон) известняками Лождпол. Залегает на глубинах 2,5-3,5 км, занимает площадь около полумиллиона квадратных километров, толщина до 40 метров. Открыта в 1953 году геологом J.W. Nordquist, попытки разработки начаты в 1970—2000 года с помощью традиционных методов нефтедобычи. Интенсивная разработка нефти с применением наклонно-горизонтального бурения и гидроразрыва пласта, в том числе многостадийного, началась в 2000-х годах.
В начале 2010-х Баккен, наряду со сходной формацией Eagle Ford (Игл Форд), суммарно обеспечивали почти 2/3 добычи нефти низкопроницаемых коллекторов в США.

## Структура

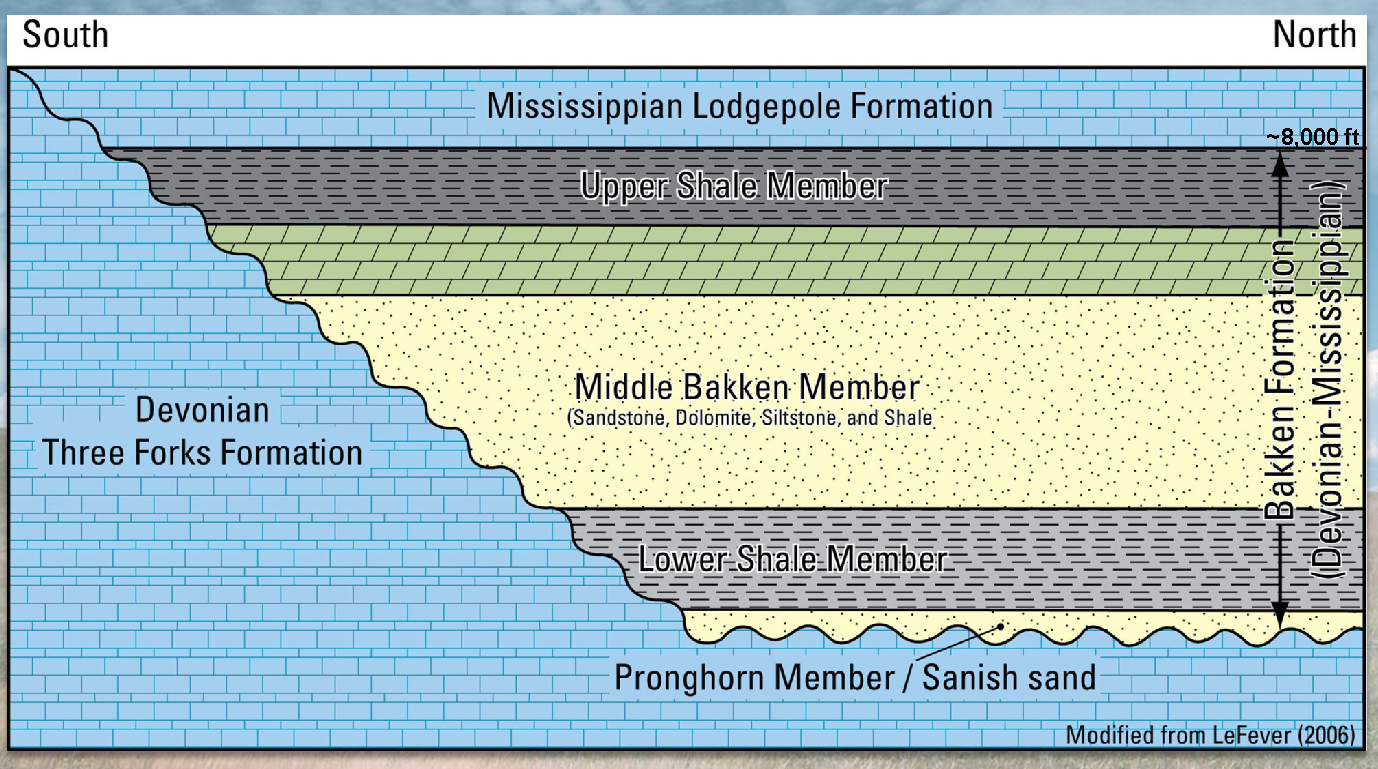
Условное изображение слоёв формации Баккен и окружающих пород.

В составе формации выделяют три стратиграфических слоя:
- Нижняя сланцевая часть (Lower shale member, Lower Bakken) состоящая из сланцев, богатых органическим веществом, мощностью до 15 метров.
- Средняя песчаная часть (Middle sandstone member, Middle Bakken) состоящая из песчаников, доломитов, сланцев. Содержит до 7 % органики, толщина до 40 метров. Именно этот пласт является продуктивным
- Верхняя сланцевая часть (Upper shale member, Upper Bakken), сходная по составу и структуре с нижней сланцевой частью. Мощность до 25 метров.

Верхний и нижний слой иногда упоминаются в литературе под общим названием Bakken shale formation (сланцевая формация Баккен). Среднее содержание органического вещества в них — 11 % (местами до 35 %), источник органики — останки планктона. Кероген относится к сапропелевому типу.

## Добыча

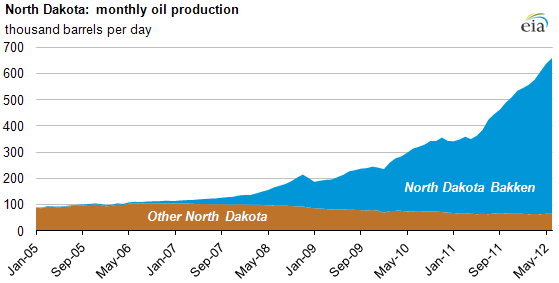
Добыча нефти в штате Северная Дакота, с 2005 по май 2012 года (тыс. баррелей в день). Синим показана добыча на части месторождения Баккен, расположенной на территории штата.

До 2006 года здесь применялись лишь вертикальные скважины, на них добывалось до 50 тыс. баррелей в день. С 2006 года начато горизонтальное бурение.
Величины в одну тысячу скважин месторождение достигло в середине 2008 года, двух — в 2010, 4 тыс. в начале 2012, 8 тыс. в начале 2014. В 2009—2010 годах скважины бурились в темпе около половины тысячи в год, в 2010—2012 темп возрос и с середины 2012 года стабилизировался на уровне около 1,7-2 тысяч скважин в год. В среднем, каждая новая скважина в 2013—2014 году прибавляла к общей годовой добыче с месторождения величину около 100 баррелей в день (с учётом необходимости компенсации спадающей добычи существующих скважин). Средняя стоимость строительства одной скважины составляет 8 миллионов долларов США (без учёта стоимости аренды). Средняя добыча одной скважины в первый год составляет 240—300 баррелей в день (для скважин, начатых в 2009—2013 годах).
На начало 2014 года из Баккеновской формации на территории Северной Дакоты было суммарно добыто 106 млн т нефти. С 2006 по июнь 2014 суммарно извлечено 1,13 трлн кубических футов природного газа.

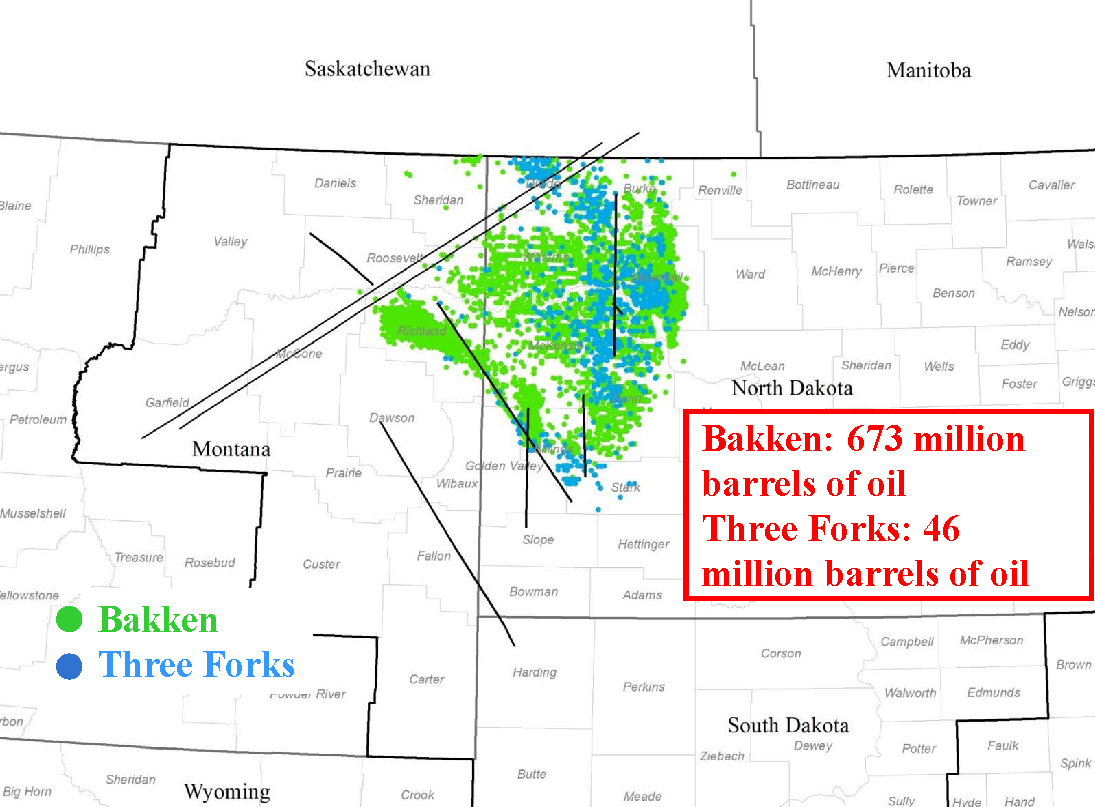
Карта USGS, показывающая расположение скважин на 2013 год. Зелёным показаны скважины, добывающие из формации Баккен, синим — из близкой формации Три Форкс.

На середину 2014 года на территории США месторождение эксплуатировалось на площади около 12700 квадратных миль (где сконцентрированы наиболее качественные и перспективные участки месторождения) с помощью более чем 9,2 тысяч скважин, из которых 8534 производили нефть. 98 % скважин заканчиваются горизонтальным участком с типичной длиной в 10 тыс. футов (3 километра) и используют 25 и более стадий ГРП. Основное бурение приходилось на округа McKenzie, Mountrail, Dunn, Williams, Divide (Северная Дакота) и Richland County (Монтана). Ежедневно добывалось около 1 миллиона баррелей лёгкой нефти и 1,1 млрд кубических футов природного газа (около 30 % газа сжигалось, в основном в удалённых участках). Суммарно добыча составляла около 1,1-1,2 млн баррелей эквивалента.
Спад добычи скважин резко выражен. После года эксплуатации скважина даёт в среднем около 72 % от начального уровня, после двух лет 34 %, после трёх лет 22 %, после четырёх лет 17 %, таким образом за три года спад составляет 85 % (по данным 2014 года для проектов, начатых в 2009 году). Суммарно за первые четыре года скважина даёт 50-60 % от оцениваемой добычи за 30 лет (предполагаемый срок службы скважин).
Добыча нефти на месторождении Баккен снизилась примерно на 20% с середины 2015 года до середины 2016 года, а затем оставалась довольно стабильной до середины 2017 года 
J. David Hughes в своих оптимистичных сценариях прогнозирует достижения пика добычи в 2015, 2016 или 2017 годах на уровнях 1,2, 1,4 или 1,7 млн баррелей в день, в зависимости от количества ежегодно возводимых скважин (2, 2,5 или 3 тысячи). При условии продолжения бурения до 2030-х годов, суммарно к 2040 году из месторождения может быть добыто не более 8-8,8 млрд баррелей нефти.

## Критика
Критик сланцевой революции Артур Берман (англ. Arthur Berman) указывает на 38%-й ежегодный спад производства сланцевой нефти в существующих скважинах в районе баккеновской формации, что приводит к тому, что подавляющая часть добычи (68 % в первой половине 2012 года) приходится на скважины, пробурённые за предшествующие полтора года; поддержание уровня добычи только из баккеновских сланцев требует бурения «астрономического» количества скважин (около 1500 в год) при колоссальных капитальных затратах (17-18 миллиардов долларов в год).
По данным авторов исследования «англ. The other tale of shale», капитальные издержки 35 проанализированных ими компаний составили 50 долларов за баррель, при том, что выручка за баррель составила лишь 51,5 доллара. Денежный поток во всех этих компаниях был отрицательным практически в каждом квартале. Авторы доклада отмечают, что, хотя отрицательный денежный поток в экономике не обязательно является проблемой, для его обоснования требуется высокий уровень окупаемости инвестиций, который на начало XXI века добытчики нефти и газа из сланцев не продемонстрировали.
Post Carbon Institute критикует прогнозы государственного агентства EIA по основным сланцевым формациям страны, включая Баккен, показывая систематическое завышение как уровня добычи углеводородов так и резервов, а также невозможность поддержания предсказываемых EIA уровней в будущем.